# 仪阳街道
仪阳街道，是中华人民共和国山東省泰安市肥城市下辖的一个乡镇级行政单位。

## 行政区划
仪阳街道下辖以下地区：
仪阳村、东下庄村、北辛庄村、槐树村、山前村、罗山村、黄柏山村、张南阳村、石坊村、胡台村、三环村、空杏寺村、李南阳村、王南阳村、董南阳村、王晋村、石东村、石西村、石北村、张袁村、沙沟峪村、百忍村、三山村、河洼村、大柱子村、小柱子村、彭庄村、东杨村、上三合村、下三合村、东辛村、荣华村、东鲍村、西鲍村、段庄村、大考山村、小考山村、鹿沟村、刘台村、鱼山村、黄石崖村、马郎村、高庄村、马堂村、王庄村、周王村、陈庄村、赵庄村和四合村。

## 历史沿革
1983年12月23日，人民公社制度结束，仪阳公社改为仪阳区。1985年11月5日，仪阳区撤销，设置仪阳乡。2010年6月，仪阳乡撤乡设镇。2016年1月，仪阳镇撤销，改设仪阳街道办事处。

## 人口
2010年中国第六次人口普查时，仪阳镇共有人口45362人。共有家庭13447户，平均每户3.25人。14岁以下的少年儿童共6424人，占总人口14.16%；15-64岁人口共34413人，占总人口75.86%；65岁及以上的老年人共4525人，占总人口的9.975%。男性共计22754人，占总人口50.16%；女性共计22608人，占总人口49.83%。本地居住的人口中，拥有本地户籍的人口为42019人，占92.63%。